# Jacek Dubois
Jacek Dubois (ur. 17 maja 1962 w Warszawie) – polski prawnik i pisarz, adwokat, członek Trybunału Stanu, w latach 2012–2015 i od 2023 zastępca przewodniczącego TS.

## Życiorys
W 1986 ukończył studia na kierunku prawo na Wydziale Prawa i Administracji Uniwersytetu Warszawskiego. Był działaczem Niezależnego Zrzeszenia Studentów. Odbył po studiach aplikację adwokacką, w 1990 zdał egzamin adwokacki. Początkowo praktykował w jednym z zespołów adwokackich w Warszawie, w 1995 został wspólnikiem w kancelarii adwokackiej prowadzonej m.in. z Aleksandrem Pociejem. Pełnił funkcję zastępcy rzecznika dyscyplinarnego przy Okręgowej Radzie Adwokackiej (2000–2005). Zajmuje się sprawami głównie z zakresu prawa karnego i ochrony dóbr osobistych. Został członkiem rady Fundacji im. Profesora Bronisława Geremka oraz publicystą branżowych periodyków, tj. „Na wokandzie”, „Edukacja Prawnicza” i inne.
Występował m.in. jako obrońca oskarżanej o przestępstwa korupcyjne posłanki Beaty Sawickiej, a także pełnomocnik procesowy polityków Platformy Obywatelskiej – Donalda Tuska i Bronisława Komorowskiego. W 2005 prokurator oskarżył go o rzekome utrudnianie postępowania przygotowawczego oraz ujawnienie tajemnicy służbowej, sprawa dotyczyła udzielania porad prawnych i stała się precedensem w określaniu prawa do obrony. Jacek Dubois w 2011 został prawomocnie uniewinniony od popełnienia wszystkich zarzucanych mu czynów.
W 2012 po śmierci Józefa Medyka Platforma Obywatelska zgłosiła jego kandydaturę na zastępcę przewodniczącego Trybunału Stanu. Został wybrany na to stanowisko przez Sejm 14 grudnia 2012. 18 listopada 2015 wybrany przez Sejm VIII kadencji na członka Trybunału Stanu kolejnej kadencji. W 2017 został członkiem rady programowej Archiwum im. Wiktora Osiatyńskiego. 21 listopada 2019 Sejm IX kadencji ponownie powołał go w skład Trybunału Stanu. Był też felietonistą internetowej rozgłośni Halo.Radio. 21 listopada 2023 Sejm X kadencji wybrał go na funkcję zastępcę przewodniczącego TS.

## Twórczość literacka
Jacek Dubois zajął się także pisarstwem, tworząc głównie literaturę dla dzieci. Wydał również zbiory felietonów Koktajl z paragrafów oraz Mordowanie na ekranie, a także zbiory opowiadań Nieład, czyli iluzje sprawiedliwości oraz Linia obrony i inne opowiadania kryminalne.

## Życie prywatne
Jest wnukiem Stanisława Dubois, parlamentarzysty z okresu II Rzeczypospolitej. Jego ojciec Maciej Dubois również zasiadał w Trybunale Stanu.
Był mężem prawniczki Marii Ejchart. Ma troje dzieci.